# Back to Balboa
| Recensione | Giudizio |
| ---------- | -------- |
| AllMusic   |          |

Back to Balboa è un album di Stan Kenton, pubblicato dalla casa discografica Capitol Records nel maggio 1958 .

## Tracce

### LP
Lato A
1. The Big Chase (Arrangiamento di Marty Paich) – 4:15 (musica: Marty Paich) – Registrato il 20 gennaio 1958 al "Rendezvous Ballroom", Balboa Beach, California
2. Rendezvous at Sunset (Arrangiamento di Johnny Richards) – 4:15 (musica: Johnny Richards) – Registrato il 20 gennaio 1958 al "Rendezvous Ballroom", Balboa Beach, California
3. Speak Low (Arrangiamento di Johnny Richards) – 3:25 (testo: Ogden Nash – musica: Kurt Weill) – Registrato il 21 gennaio 1958 al "Rendezvous Ballroom", Balboa Beach, California
4. My Old Flame (Arrangiamento di Marty Paich) – 4:00 (testo: Sam Coslow – musica: Arthur Johnston) – Registrato il 20 gennaio 1958 al "Rendezvous Ballroom", Balboa Beach, California
5. Out of This World (Arrangiamento di Johnny Richards) – 5:42 (testo: Johnny Mercer – musica: Harold Arlen) – Registrato il 21 gennaio 1958 al "Rendezvous Ballroom", Balboa Beach, California

Lato B
1. Begin the Beguine (Arrangiamento di Johnny Richards) – 3:39 (Cole Porter) – Registrato il 21 gennaio 1958 al "Rendezvous Ballroom", Balboa Beach, California
2. Get Out of Town (Arrangiamento di Johnny Richards) – 2:36 (Cole Porter) – Registrato il 21 gennaio 1958 al "Rendezvous Ballroom", Balboa Beach, California
3. Royal Blue (Arrangiamento di Bill Holman) – 5:49 (musica: Bill Holman) – Registrato il 20 gennaio 1958 al "Rendezvous Ballroom", Balboa Beach, California
4. I Concentrate on You (Arrangiamento di Johnny Richards) – 3:19 (Cole Porter) – Registrato il 20 gennaio 1958 al "Rendezvous Ballroom", Balboa Beach, California
5. Beyond the Blue Horizon (Arrangiamento di Johnny Richards) – 3:33 (testo: Leo Robin – musica: Richard A. Whiting, William Franke Harling) – Registrato il 21 gennaio 1958 al "Rendezvous Ballroom", Balboa Beach, California

- Durata brani (non accreditati sull'album originale), ricavati dal CD del 2004 pubblicato dalla Capitol Jazz (7243 5 93094 2 2)

## Musicisti
- Stan Kenton – pianoforte, direttore orchestra
- Marty Paich – arrangiamenti (A1 e A4)
- Johnny Richards – arrangiamenti (A2, A3, A5, B1, B2, B4 e B5)
- Bill Holman – arrangiamenti (B3)
- Sam Noto – tromba
- Phil Gilbert – tromba
- Lee Katzman – tromba
- Billy Catalano – tromba
- Jules Chaiken – tromba
- Kent Larsen – trombone
- Jim Amlotte – trombone
- Don Reed – trombone
- Archie Le Coque – trombone
- Kenny Shroyer – trombone
- Lennie Niehaus – sassofono alto
- Bill Robinson – sassofono alto
- Bill Perkins – sassofono tenore
- Richie Kamuca – sassofono tenore
- Steve Perlow – sassofono baritono
- Vince DeRosa – corno francese
- Jimmy Deckker – corno francese
- Red Kelly – contrabbasso
- Jerry McKenzie – batteria [3]